# Geitauer Alpl
Das Geitauer Alpl (auch Geitauer Aipl) oder die Geitauer Alm ist eine Alm mit zwei Almhütten in den Bayerischen Voralpen. Sie liegt auf rund 1330 m ü. NHN Meter Höhe. Die Alm liegt im westlichen Bereich der Gemarkung und Gemeinde Bayrischzell. Das namensgebende Dorf Geitau liegt knapp drei Kilometer nordöstlich im Tal der Leitzach an der Deutschen Alpenstraße.

## Geographie
Das Geitauer Alpl liegt rund 750 Meter Luftlinie (1100 Meter Wanderweg von der unteren Hütte) nordöstlich und 430 Meter unterhalb der Aiplspitz. Vom Dorf Geitau führt ein für den öffentlichen Verkehr gesperrter Forstweg herauf.
Die Alm weist zwei Almhütten auf. Die untere Hütte, an der der Wanderweg vorbeiführt, liegt 34 Meter nördlich und knapp zehn Meter unterhalb der oberen Hütte. Beide Gebäude sind ein verputzter Bruchsteinbau mit erneuertem Schindeldach und verbrettertem Giebel.
Zu den 14 Hektar Almlichte kommen noch 70 Hektar Waldweide.

## Geschichte
Laut Firstbezeichnung sind die Bauten von 1765 (unter Hütte) bzw. 1724 (obere Hütte). Beide stehen unter Denkmalschutz.
Bis 1929 gehörte die Alm drei Bauern, die diese 1929 an die Gemeinde Bayrischzell verkauften.
Ende 2006 hatte die Sparkasse Miesbach das Geitauer Alpl für 750.000 Euro von der Gemeinde Bayrischzell erworben, und anschließend für etwa die gleiche Summe eine Renovierung der unteren Hütte vorgenommen. Im August 2015 wurde die Alm an das Kloster Scheyern verkauft.